# Mistrzostwa Świata Juniorów w Narciarstwie Klasycznym 2005
Mistrzostwa Świata Juniorów w Narciarstwie Klasycznym 2005 – zawody sportowe, które odbyły się w dniach 21–26 marca 2005 r. w fińskim Rovaniemi. Podczas mistrzostw zawodnicy rywalizowali w 13 konkurencjach, w trzech dyscyplinach klasycznych: skokach narciarskich, kombinacji norweskiej oraz w biegach narciarskich. W tabeli medalowej zwyciężyła reprezentacja Norwegii, której zawodnicy zdobyli 8 złotych, 3 srebrne i 3 brązowe medale. W sumie reprezentanci Norwegii zdobyli 14 medali – najwięcej spośród wszystkich ekip.

## Program
21 marca
- Biegi narciarskie - 10 kilometrów łączony (K), 20 kilometrów łączony (M)

22 marca
- Kombinacja norweska - skocznia normalna, 10 kilometrów indywidualnie (M)

23 marca
- Biegi narciarskie - sprint (M/K)
- Skoki narciarskie - skocznia normalna drużynowo (M)

24 marca
- Kombinacja norweska - skocznia normalna, 5 kilometrów drużynowo (M)

25 marca
- Skoki narciarskie - skocznia normalna indywidualnie (M)
- Biegi narciarskie - 5 kilometrów (K), 10 kilometrów (M)

26 marca
- Kombinacja norweska - skocznia normalna, 5 kilometrów indywidualnie (M)
- Biegi narciarskie - sztafeta 4x5 kilometrów (K), 4x10 kilometrów (M)

## Medaliści

### Biegi narciarskie - juniorzy
Mężczyźni
| Konkurencja                    | Data          | Złoto                                                                            | Srebro                                                                                 | Brąz                                                                          |
| ------------------------------ | ------------- | -------------------------------------------------------------------------------- | -------------------------------------------------------------------------------------- | ----------------------------------------------------------------------------- |
| Sprint techniką klasyczną      | 23 marca 2005 | Even Sletten                                                                     | Petter Northug                                                                         | Emil Jönsson                                                                  |
| Bieg łączony na 20 km          | 21 marca 2005 | Petter Northug                                                                   | Toni Närväinen                                                                         | Michaił Diewiatiarow                                                          |
| Bieg na 10 km techniką dowolną | 25 marca 2005 | Petter Northug                                                                   | Keishin Yoshida                                                                        | Emil Hegle Svendsen                                                           |
| Bieg sztafetowy 4x10 km        | 26 marca 2005 | Rosja Michaił Diewiatiarow · Ilja Czernousow · Nikołaj Chochriakow · Jegor Sorin | Norwegia Kjell-Christian Markset · Petter Northug · Ronny Hafsås · Emil Hegle Svendsen | Francja Romain Vandel · Cyril Miranda · Maurice Manificat · Guilhem Alexandre |

Kobiety
| Konkurencja                   | Data          | Złoto                                                                                 | Srebro                                                                           | Brąz                                                                            |
| ----------------------------- | ------------- | ------------------------------------------------------------------------------------- | -------------------------------------------------------------------------------- | ------------------------------------------------------------------------------- |
| Sprint techniką klasyczną     | 23 marca 2005 | Kari Vikhagen Gjeitnes                                                                | Astrid Jacobsen                                                                  | Ida Ingemarsdotter                                                              |
| Bieg łączony na 10 km         | 21 marca 2005 | Marte Elden                                                                           | Olga Tiagaj                                                                      | Betty Ann Bjerkreim Nilsen                                                      |
| Bieg na 5 km techniką dowolną | 25 marca 2005 | Natalja Iljina                                                                        | Julija Kolesniczenko                                                             | Betty Ann Bjerkreim Nilsen                                                      |
| Bieg sztafetowy 4x5 km        | 26 marca 2005 | Norwegia Astrid Jacobsen · Caroline Tangen · Betty Ann Bjerkreim Nilsen · Marte Elden | Rosja Olga Tiagaj · Julija Kolesniczenko · Natalja Iljina · Jewgienija Bazarnowa | Czechy Eliška Hájková · Martina Chrástková · Lenka Munclingerová · Eva Nývltová |

### Skoki narciarskie
Mężczyźni
| Konkurencja                       | Data          | Złoto                                                              | Srebro                                                            | Brąz                                                                      |
| --------------------------------- | ------------- | ------------------------------------------------------------------ | ----------------------------------------------------------------- | ------------------------------------------------------------------------- |
| Skocznia normalna - indywidualnie | 25 marca 2005 | Joonas Ikonen                                                      | Arthur Pauli                                                      | Jurij Tepeš                                                               |
| Skocznia normalna - drużynowo     | 23 marca 2005 | Słowenia Mitja Mežnar · Matevž Šparovec · Jurij Tepeš · Nejc Frank | Polska Paweł Urbański · Wojciech Topór · Piotr Żyła · Kamil Stoch | Finlandia Anssi Koivuranta · Jere Kykkänen · Olli Pekkala · Joonas Ikonen |

### Kombinacja norweska
Mężczyźni
| Konkurencja                                      | Data          | Złoto                                                                  | Srebro                                                                          | Brąz                                                                  |
| ------------------------------------------------ | ------------- | ---------------------------------------------------------------------- | ------------------------------------------------------------------------------- | --------------------------------------------------------------------- |
| Skocznia normalna, bieg na 5 km - indywidualnie  | 26 marca 2005 | Petter Tande                                                           | Florian Schillinger                                                             | Tino Edelmann                                                         |
| Skocznia normalna, bieg na 10 km - indywidualnie | 22 marca 2005 | Petter Tande                                                           | Tino Edelmann                                                                   | Anssi Koivuranta                                                      |
| Skocznia normalna, bieg na 4x5 km - drużynowo    | 24 marca 2005 | Niemcy Steffen Tepel · Tom Beetz · Florian Schillinger · Tino Edelmann | Francja Maxime Boillot · Maxime Laheurte · François Braud · Jason Lamy Chappuis | Czechy Martin Škopek · Petr Kutal · Miroslav Dvořák · Aleš Vodseďálek |

## Tabela medalowa
| Klasyfikacja medalowa | Klasyfikacja medalowa | Klasyfikacja medalowa | Klasyfikacja medalowa | Klasyfikacja medalowa | Klasyfikacja medalowa |
| Lp.                   | Państwo               | złoto                 | srebro                | brąz                  | złoto · srebro · brąz |
| --------------------- | --------------------- | --------------------- | --------------------- | --------------------- | --------------------- |
| 1.                    | Norwegia              | 8                     | 3                     | 3                     | 14                    |
| 2.                    | Rosja                 | 2                     | 3                     | 1                     | 6                     |
| 3.                    | Niemcy                | 1                     | 2                     | 1                     | 4                     |
| 4.                    | Finlandia             | 1                     | 1                     | 2                     | 2                     |
| 5.                    | Słowenia              | 1                     | 0                     | 1                     | 2                     |
| 6.                    | Francja               | 0                     | 1                     | 1                     | 2                     |
| 7.                    | Japonia               | 0                     | 1                     | 0                     | 1                     |
|                       | Polska                | 0                     | 1                     | 0                     | 1                     |
| 9.                    | Czechy                | 0                     | 0                     | 2                     | 2                     |
|                       | Szwecja               | 0                     | 0                     | 2                     | 2                     |